# Nikumaroro
Nikumaroro (frühere Namen: Gardner Island, auch Motu Oona) ist ein im Pazifik gelegenes Atoll. Es ist die westlichste der zum Inselstaat Kiribati gehörenden Gruppe der Phoenixinseln.

## Geographie
Das längliche, von Norden nach Süden 7,5 km lange und maximal 2,5 km breite Atoll besteht aus einem schmalen Landstreifen, der die zentrale Lagune einsäumt; die Landfläche liegt bei 4,1 km². Umringt wird das Atoll von einem dichten Korallenriff, es gibt einen flachen, bei Niedrigwasser teilweise trockenfallenden Zugang zur Lagune vom offenen Meer im Westen, der sich nur für Boote eignet, die Tatiman Passage. Die Baureke Passage an der Südseite ist nur zeitweilig überflutet und nicht schiffbar.
Die Insel wird von tausenden Palmendieben bevölkert.

## Geschichte
Als erster Europäer sichtete 1824 Kapitän C. Kemiss (andere Namensformen Kemin, Kemish) vom britischen Walfangschiff Eliza Ann die Insel Nikumaroro. Der Name „Gardner“ stammt von Kapitän Joshua Coffin II vom Walfänger Ganges aus Nantucket, der die Insel Ende 1825 wieder sichtete.
1856 nahmen die USA unter Berufung auf den Guano Islands Act das Gebiet in Besitz, um den dortigen Guano abzubauen und als Düngemittel in die USA zu exportieren.
Am 29. November 1929 strandete der britische Frachter SS Norwich City mit einer Besatzung von 35 Mann während eines Sturms am Korallenriff im Nordwesten der Insel. Im Maschinenraum brach ein Feuer aus, woraufhin die Besatzung das Schiff verließ; dabei kamen 11 Personen zu Tode. Nach mehreren Tagen auf der Insel wurden die Überlebenden gerettet. Das Wrack war noch lange vor der Küste zu sehen, zerbrach aber im Laufe der Jahrzehnte in zahlreiche Teile, von denen heute nur noch die Maschine und zwei Tanks zeitweilig sichtbar sind.
Ab 1938 war das Atoll im Rahmen des Phoenix Islands Settlement Scheme besiedelt. Die kleine Siedlung an der Südseite der Tatiman Passage, der einzigen, im Westen gelegenen Laguneneinfahrt, hieß Karaka. Der Mangel an Trinkwasser (auf der Insel gibt es keine Quelle) führte 1963 schließlich dazu, dass die Besiedelung aufgegeben wurde.
Die Siedler gliederten die Landfläche des Atolls in anfänglich fünf und später acht land units (im Uhrzeigersinn, beginnend im Nordwesten):
- Nuritan
- Taraia (ursprünglich zu Aukairame)
- Aukairame North (ursprünglich zu Aukairame)
- Ameriki (ursprünglich zu Aukairame, Standort der USCG LORAN-Station Juli 1944 bis Dezember 1945)
- Aukairame South (ursprünglich zu Aukairame)
- Tekibeia
- Noriti
- Ritiati (mit dem Dorf Karaka)

Seit 1979 gehört das Atoll, heute unbewohnt, zum Inselstaat Kiribati; von daher rührt die heutige (offizielle) Bezeichnung.
Einige Luftfahrthistoriker vertreten die These, dass die US-amerikanische Pilotin Amelia Earhart bei ihrem Versuch, 1937 als erste Frau mit einem Flugzeug den Pazifik zu überqueren, nicht über der Südsee ins Meer gestürzt, sondern auf Gardner Island notgelandet ist und dort noch einige Zeit überlebt hat. Im Jahre 2012 brach eine Expedition der Organisation Tighar auf, um nach Überresten der Lockheed Electra der Pilotin in der Tiefsee vor der Küste der Insel zu tauchen.
Im Jahre 2017 versuchte eine Expedition mit Spürhunden nach Knochen von Earhart und ihrem Navigator Fred Noonan auf der Insel zu suchen. Der Anthropologe Richard Jantz kam nach einer 2018 veröffentlichten forensischen Studie zu dem Schluss, dass auf der Insel gefundene Knochen höchstwahrscheinlich zu Earhart passen, jedoch gibt es auch methodische Kritik an seiner Studie, die das Ergebnis in Zweifel zieht.
Siehe auch im Hauptartikel: Amelia Earhart#Nikumaroro-These